# Осиновый Мост
Осиновый Мост (бел. Асiнавы Мост) — исчезнувшая деревня в Червенском районе Минской области Белоруссии на территории Червенского сельсовета.

## Географическое положение
Располагалась примерно в 16 километрах юго-восточнее райцентра, в 27 километрах от железнодорожной станции Пуховичи линии Минск—Осиповичи, примерно в 900 метрах к западу от деревни Нивище.

## История
Населённый пункт входил в состав Гребенецкого сельсовета Червенского района Минского округа (с 20 февраля 1938 — Минской области). Перед войной в деревне насчитывалось 12 домов, проживали 47 человек. Во время Великой Отечественной войны деревня была оккупирована немецко-фашистскими захватчиками в начале июля 1941 года. В период с 30 апреля по 10 мая 1943 года немцы сожгли деревню, однако подробные данные об этой трагедии отсутствуют, количество погибших не установлено. После войны деревня была восстановлена. Населённый пункт перестал существовать ориентировочно в 1973—1974 годах, когда все его жители разъехались в другие места.

## Население
- 1926 —
- 1940 — 12 дворов, 47 жителей
- 1960 —
- 1974 — постоянное население отсутствует